# دورین
دورین (به انگلیسی: Dhurrin) با فرمول شیمیایی C۱۴H۱۷NO۷ یک ترکیب شیمیایی با شناسه پاب‌کم ۱۶۱۳۵۵ است. که جرم مولی آن ۳۱۱٫۲۹ g/mol می‌باشد. 